# Hochzeit (römische Antike)
Ein traditioneller römischer Hochzeitsritus erstreckte sich über drei Tage: den Vorabend, den eigentlichen Tag der Hochzeit und die Nachfeier. Sicher wurden nicht alle Elemente des Ritus zu allen Zeiten und in jeder Gesellschaftsschicht beachtet und ein aufwändiger Hochzeitsritus kam ohnehin nur für die formell geschlossenen Eheformen in Betracht. Für die Rechtsgültigkeit der Ehe war die Feier ohne Belang.

## Der Vorabend
Die Braut hatte bei der Verlobung vom Bräutigam einen Ring erhalten, den sie seitdem am Ringfinger der linken Hand trug. Am Vorabend der Hochzeit wurde sie mit einer weißen Tunica recta, häufig einer gelbroten Palla galbeata und einem gelben Schleier, dem Flammeum, bekleidet. Ihr Haar wurde mit einer Lanze, die möglichst schon im Krieg gebraucht worden war, der hasta coelibaris, in sechs Zöpfe geteilt, mit einem Wollfaden (vitta) umwickelt und zu einem nach vorne geflochtenen Haarknoten (tutulus) aufgesteckt. Die Kinderkleidung der Braut und ihr Kinderspielzeug opferte das Mädchen den Laren und der Vesta.

## Der Hochzeitstag
Der Tag begann in der Frühe mit einer Eingeweideschau im Haus der Brauteltern (auspicia).
Wenn das Ergebnis günstig war (fausta auspicia), wurde der Ehevertrag (tabulae nuptiales) vor Zeugen verlesen.
Eine alte Frau, die in erster Ehe leben musste, verband als pronuba (gleichzeitig galt sie als Vertreterin der Juno) die rechten Hände der Brautleute (dextrarum iunctio).
Dabei sprach die Braut die Formel UBI TU GAIUS EGO GAIA.
Es folgten Opfer und Anrufungen festgelegter Gottheiten (Tellus und Ceres, Picumnus und Pilumnus sowie Juno). Die Braut trug am Hochzeitstag die Tracht, die ihr am Vorabend angelegt worden war. Nun folgte das Hochzeitsmahl. Mit Fackeln wurde die Braut dann zum Haus ihres Mannes geleitet, hinter der Braut wurden Spindel und Rocken getragen. Während des Zuges wurde „talassio“ gerufen (Bedeutung ungeklärt; Titus Livius’ Bericht, beim Raub der Sabinerinnen sei einem gewissen Talassius die Braut mit dem Zuruf „Talassio“ („für Talassius“) zugeführt worden, ist wohl als aitiologische Erzählung anzusehen), anzügliche Spottverse wurden gesungen und der Bräutigam streute auf Forderung von Knaben Nüsse aus. Am Haus bestrich die Braut die Türpfosten mit Fett und umwickelte sie mit Wollbinden. Danach trug der Bräutigam sie über die Schwelle (wenn er dabei stolperte, galt das als böses Vorzeichen) und empfing sie im Atrium mit Wasser und Feuer offiziell als neues Mitglied der Familie. Die Braut verteilte eine symbolische Mitgift an den Ehemann, den Lar des Hauses und den Lar der nächsten Wegkreuzung.

## Die Nachfeier
Nach der Hochzeitsnacht folgten neuerliche Opfer und eine Nachfeier im Kreise der Verwandtschaft.

## Das Alter
Römische Mädchen wurden ab 12 Jahren als heiratsfähig angesehen und die Jungen ab 14 Jahren, aber viele heirateten erst später. Augustus verabschiedete die lex Papia Poppaea, ein Gesetz, nach dem Frauen im Alter von 20 und Männer im Alter von 25 Jahren bestraft wurden, wenn sie noch unverheiratet waren. In der Regel wurden Ehen arrangiert, vor allem in der Oberschicht.